# Assistenzarzt Dr. Kilder
Assistenzarzt Dr. Kilder ist ein US-amerikanisches Kriminalfilmdrama aus dem Jahre 1937 von Alfred Santell mit Barbara Stanwyck in der weiblichen Hauptrolle und Joel McCrea in der Titelrolle des Dr. Kildare (damals, 1937, in der deutschen Fassung mit “Dr. Kilder” phonetisch an die deutsche Sprache angepasst). Die Geschichte basiert auf einem Roman von Max Brand.

## Handlung
Im Mountview General Hospital in New York fällt die Witwe Janet Haley in Ohnmacht, während der Assistenzarzt Dr. Jimmie Kilder sie wegen Verbrennungen behandelt. Unterdessen entlässt der Chefchirurg Dr. Henry J. Fearson den Assistenzarzt Dr. Weeks, weil er eine experimentelle Leberoperation durchgeführt hat, bei der der Patient starb. Später in der Bar, wo Jimmie ein Bier trinkt, spricht Janet den schleimigen Gangster Dan Innes an, um herauszufinden, wie sie ihre entführte Tochter zurückbekommt. Innes verlangt 1.000 Dollar für die Informationen, aber die finanziell klamme Janet kann diese Summe nicht aufbringen. Als der elegante Gangsterboss Hanlon in der Bar mit einer Messerwunde zusammenbricht, führt Jimmie mit Janets Hilfe eine improvisierte Operation durch und rettet damit Hanlons Leben.
Am nächsten Morgen geht Janet zu Innes‘ Wohnung und er macht ihr ein Angebot, dass sie aber lehnt ablehnt. Dann geht sie zur Arbeit, erfährt aber, dass sie wegen ihrer Verspätung vom Chef entlassen wurde. Dr. Kilder beschließt, Janet zu besuchen, weil sie nicht zu ihrem Nachsorgetermin erschienen ist. Er hält zuerst an der Bar, wo ihm der Barkeeper 1.000 Dollar von Hanlon gibt, als Dankeschön, weil er ihm das Leben gerettet hat. Später versucht Janet, das Geld zu stehlen, aber Kilder erwischt sie und geht desillusioniert. Jimmie gibt Hanlon das Geld zurück und erklärt, dass Assistenzärzte wie er für ihre Dienste keine Bezahlung erhalten dürfen. Schließlich stimmt Janet Innes’ Angebot zu und versucht, sich gegenüber Dr. Kilder zu erklären. Um Jimmies Lebensrettung zu danken, trommelt Hanlon seine Männer zusammen und hält Innes und Janet auf, bevor sie die Stadt verlassen können. Innes wird jedoch angeschossen, und Jimmie Kilder muss die experimentelle Leberoperation durchführen. Die Operation verläuft erfolgreich, und Janet erhält ihre entführte Tochter zurück.

## Produktionsnotizen
Assistenzarzt Dr. Kilder erlebte seine Uraufführung am 16. April 1937. Die deutsche Premiere fand am 11. September 1937 statt. In Österreich lief der Film 1938 unter dem Titel Der Arzt der Unterwelt an.
Die Filmbauten schufen Hans Dreier und Roland Anderson. Travis Banton kreierte die Kostüme. Wally Westmore arbeitete hier als Maskenbildner. Boris Morros war musikalischer Leiter. Friedrich Hollaender und Bernhard Kaun waren ungenannt an der Filmkomposition beteiligt.

## Wissenswertes
Assistenzarzt Dr. Kilder, eine Paramount-Produktion, war derart erfolgreich, dass die Produktionsfirma MGM sich dazu entschloss, mit dem Charakter Dr. Kildare in Serie zu gehen. Zwischen 1938 und 1947 entstanden 15 weitere Kildare-Filme, die letzten sechs allerdings ohne den Titelhelden.

## Kritiken
Die Bewertungen fielen alles in allem recht durchwachsen aus. Nachfolgend fünf Beispiele:
cinemagraphe.com nannte Assistenzarzt Dr. Kilder einen “kompakten Medizin-Gangster-Film” und schrieb überdies: “Dies ist eine Geschichte aus der Depressions-Ära mit vielen schweren Zeiten und Gewaltandrohungen rund um die Charaktere, aber vielleicht liegt die wirkliche Dunkelheit der Geschichte darin, dass wir den ethisch korrekten Kildare mit einigen ziemlich schwierigen Situationen konfrontiert sehen.”

„Befriedigendes Melodram, eine Träne besser als der Durchschnitt.“

Wiens Der gute Film schrieb: „Der Film ist mit viel Tempo und Spannung durchgeführt und mixt geschickt alle Elemente amerikanischer Magazingeschichten zu einer kolportagehaften Handlung.“
Die Österreichische Film-Zeitung befand: „Dramatische Spannung und Tempo charakterisieren diesen von Alfred Santell inszenierten Film, in dem bewegte Gangster-Szenen wirkungsvoll mit den im Krankenhaus spielende Bilder abwechseln“.
Der Movie & Video Guide sah den Film als ein Hybridwesen aus Medizinerdrama und Gangstergeschichte, „verknüpft mit ein wenig Mutterliebesentiment.“